# تب لاله (فیلم ۲۰۱۷)
تب لاله (به انگلیسی: Tulip Fever) فیلمی‌است در ژانر رمانتیک درام به کارگردانی جاستین چادویک. فیلمنامهٔ آن را دبورا موگاک و تام استاپارد بر اساس داستانی از مگاچ نگاشته شده‌است. آلیسیا ویکاندر، کریستف والتس، دین دی‌هان، جک اوکانل، هالیدی گرینجر، متیو موریسون، زک گالیفیناکیس و کارا دلوین در آن به ایفای نقش پرداخته‌اند.

## داستان
داستان فیلم در هلند سدهٔ هفدهم رخ می‌دهد. در دورهٔ حباب اقتصادی گل لاله، دختری جوان به نام سوفیا (با بازی آلیسیا ویکاندر) به عقد ازدواج مردی مسن به نام کرنلیس (با بازی کریستف والتس) در می‌آید. پس از گذشتن زمانی از این ازدواج، کرنلیس کم‌کم از داشتن جانشینی برای خود از این پیوند ناامید می‌شود. سوفیا نیز ناخرسند است. در این میان کرنلیس تصمیم می‌گیرد تا نقاشی را برای کشیدن تصویری از او و همسر زیبایش اجیر کند؛ ولی سوفیا و نفاش عاشق هم می‌شوند و پنهانی رابطه برقرار می‌کنند. از آن سو پیش‌خدمت ایشان هم از یک ماهی‌فروش که به تازگی به دلالی پیاز لاله پرداخته باردار می‌شود؛ ولی ماهی‌فروش ناپدید می‌شود. در این میان پیش‌خدمت داستان بارداری‌اش را به خانم‌اش می‌گوید ولی هنگامی که از یاری سوفیا ناامید می‌شود وی را تهدید می‌کند که پرده از رابطهٔ نامشروع‌اش با نقاش برخواهد داشت ...